# Paul Christiansen (arkitekt)
Paul Christiansen født, den 6. marts 1807 i Haderslev, død 28. april 1893 i New York, USA, var en murer- og bygmester.

## Familie
Paul Christiansen var søn af murermester Mathias Christiansen og Johanna Elisabeth Paade. Han blev gift den 2. november 1844 med Ingeborg Dahlmann (2.1.1821 i Bodskov, Vilstrup Sogn, 1.2.1898 i N.Y., USA), datter af gårdejer Mikkel Dahlmann og Gunder Dorothea Feddersen. I 1892 udvandrede familien til USA.

## Uddannelse
Paul Christiansen blev udlært murer i sin fars virksomhed i 1826. Som naver tog han året efter på valsen i Tyskland, Østrig og København. Her samlede han yderligere erfaring og viden inden for arkitektur, statik, bygningskonstruktion og plantegning.
I 1833 afsluttede Paul Christiansen sin naver og blev murermester.

## Virke
I 1833 vendte Paul Christiansen tilbage til Haderslev og indtrådte i faderens virksomhed, som han senere overtog og ændrede navnet til "Paul Christiansen og Søn".
I 1836-37 byggede han, som det første byggeprojekt i Haderslev, sit eget hjem på Slotsgrunden 1.
Med tiden blev han Haderslev og omegns førende bygmester. Han lavede mange opgaver for Haderslev by. Men gennem 1850’erne byggede han også en hel del stuehuse på de omkringliggende gårde. Paul Christiansen var inspireret af senklassicismen og hans bygninger var kendetegnet af enkelthed og en stram symmetri.
Ud over sit virke som bygmester, var Paul Christiansen deputeret borger i Haderslev i perioden 1843-50. Dermed var han medlem af en af regeringens valgte forsamlinger. Derudover var han også oldermand for murerlavet og underviser på Frederiksskolen, hvor han lærte unge håndværkere plantegning.

## Værker
| byggeår  | Adresse                        | Art                                                           | Fredet |
| -------- | ------------------------------ | ------------------------------------------------------------- | ------ |
| 1836-37  | Slotsgrunden 1, Haderslev      | Grundmuret teglhængt forhus i 2 etager med baghus             | 1989   |
| 1837-38  | Laurids Skausgade 8, Haderslev | ombygning af fattiggård og sygehus                            | 1990   |
| 1839     | Storegade 86, Haderslev        | Christina Fredericia Stiftelsen, 11-fags langhus i 2 etager   | 1989   |
| 1842     | Apotekergade 9A, Haderslev     | Hjorteapoteket                                                | 1971   |
| 1840erne | Naffet 39, Haderslev           | Grundmuret forhus i 2 etager med kælder under en del af huset |        |
| 1857     | Jomfrustien 46, Haderslev      | Haderslev Gasværk, ombygning                                  |        |
| 1863     | Storegade 3, Haderslev         | Hus til tobaksfabrikant H.C. Hansen                           |        |
| 1867     | Ved Postgården                 | Haderslev Posthus                                             |        |
| 1875     | Klosteret 9, Haderslev         | ombygning af grundmuret langhus på to etager i ni fag         |        |
| 1880     | Apotekergade 13, Haderslev     | Ni vinduesfag grundmuret langhus                              |        |
| 1858     | Gl. Hørregårdsvej 54, Erlev    | Hørregård                                                     |        |
| 1862     | Haderslevvej 7, Christiansfeld | Tyrstrup Kirke                                                |        |
| 1863     | Ribevej 51, Skrydstrup         | Skrydstrup Præstegård                                         |        |
| 1865     | Nørbygårdvej 50, Marstrup      | Nørbygård                                                     |        |

- Christina Friderica Stiftelse, Haderslev
- Haderslev Posthus
- Apotekergade 13, Haderslev
- Klosteret 9, Haderslev
- Naffet 39, Haderslev
- Slotsgrunden 1, Haderslev
- Tyrstrup Kirke
- Den tidligere præstegård i Skrydstrup